# Silvio Hernández
Silvio Hernández del Valle, né le 31 décembre 1908, à Veracruz (Mexique) et mort le 20 mars 1984, à Mexico, est un joueur mexicain de basket-ball.

## Palmarès
- Troisième des Jeux olympiques d'été de 1936